# Terenura spodioptila
Terenura spodioptila là một loài chim trong họ Thamnophilidae.